# Liste der Monuments historiques in Lampertheim
Die Liste der Monuments historiques in Lampertheim führt die Monuments historiques in der französischen Gemeinde Lampertheim auf.

## Liste der Bauwerke
| Bezeichnung | Beschreibung                                                            | Standort                      | Kennzeichnung | Schutzstatus | Datum | Bild           |
| ----------- | ----------------------------------------------------------------------- | ----------------------------- | ------------- | ------------ | ----- | -------------- |
| Bauernhof   | Fachwerkwohnhaus, bezeichnet 1802                                       | 6, rue de Pfettisheim (Lage)  | PA67000068    | Inscrit      | 2006  | weitere Bilder |
| Bauernhof   | Fachwerkwohnhaus, bezeichnet 1683, im 18. und 19. Jahrhundert erweitert | 18, rue de Mundolsheim (Lage) | PA67000048    | Inscrit      | 2001  | weitere Bilder |

## Liste der Objekte
| Bezeichnung                           | Beschreibung                              | Standort                         | Kennzeichnung | Schutzstatus | Datum | Bild |
| ------------------------------------- | ----------------------------------------- | -------------------------------- | ------------- | ------------ | ----- | ---- |
| Gemälde Mittelalterliche Turnierszene | Ölfarbe auf Leinwand, 1911 von Léo Schnug | in der Mairie (Lage)             | PM67001455    | Inscrit      | 2001  |      |
| Orgel                                 | Ensemble aus PM67001041 und PM67001042    | in der Kirche St-Arbogast (Lage) | PM67001040    | Classé       | 2003  |      |
| Orgelprospekt                         | 1888 von Johann Heinrich Koulen gebaut    | in der Kirche St-Arbogast (Lage) | PM67001041    | Classé       | 2003  |      |
| Instrumentalteil der Orgel            | 1888 von Johann Heinrich Koulen gebaut    | in der Kirche St-Arbogast (Lage) | PM67001042    | Classé       | 2003  |      |